# 刀耕火種

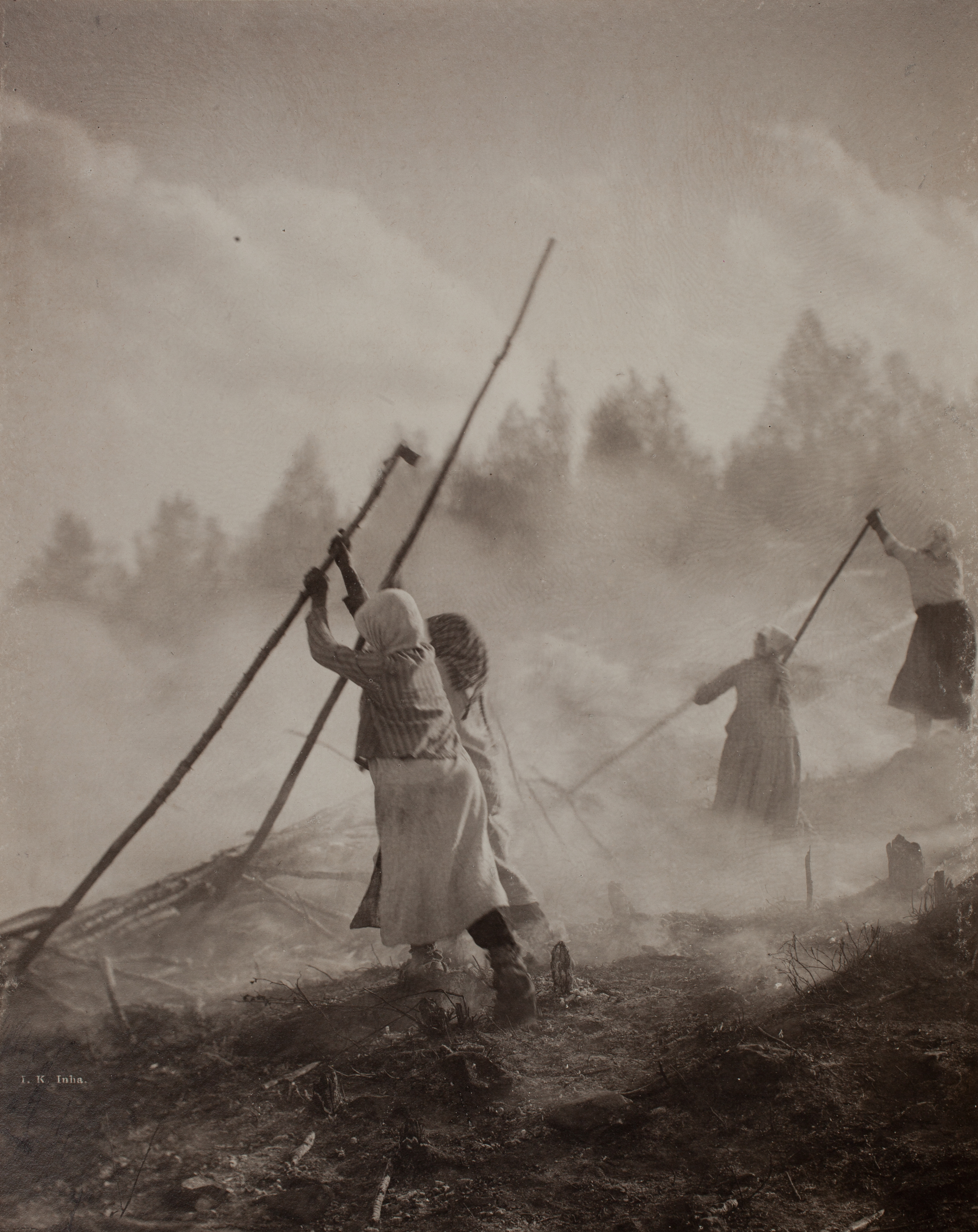
1892年的芬蘭火耕

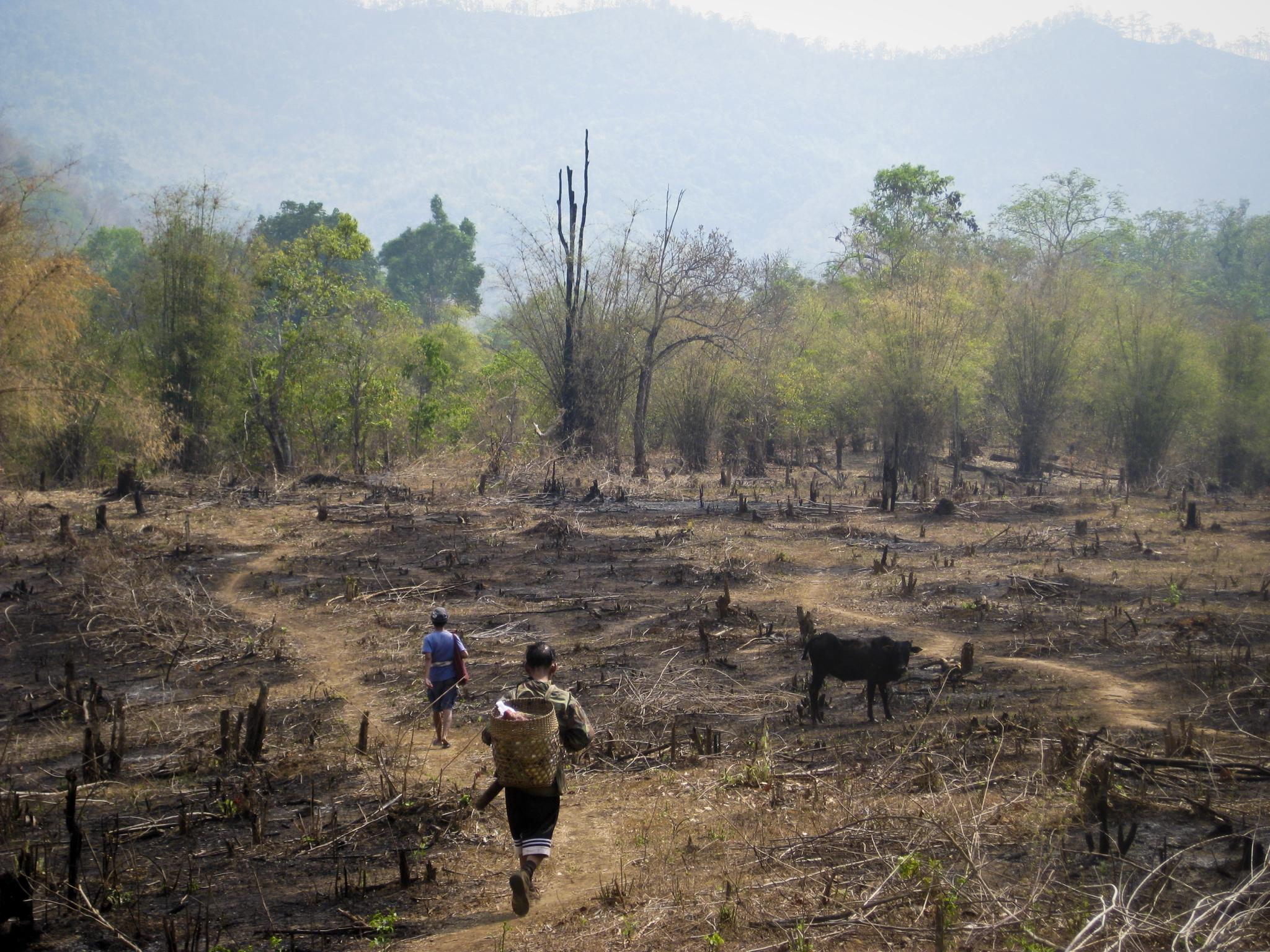
泰國火耕區

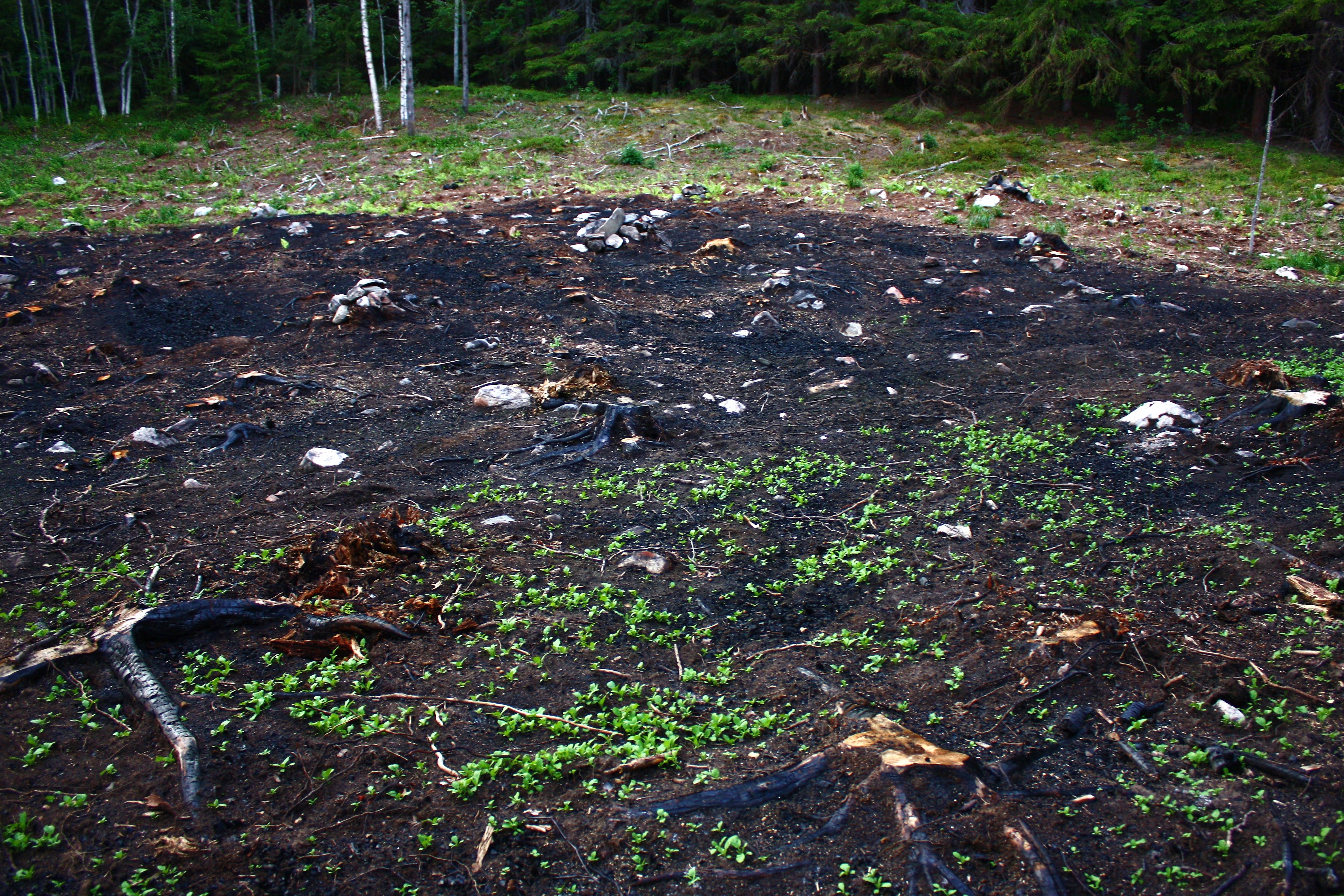
刀耕火种 (2013芬兰)

刀耕火種，或稱刀耕火耨、火耕，是一種以砍伐及焚燒林地上的植物來獲得耕地的古老農業技術。農民首先會砍伐一個地區的樹木及木本植物，待樹木乾燥後再作焚燒，此舉所產生的富含營養的草木灰能使土壤肥沃，土壤的生產力亦暫時性得以提升。在經過數年的耕作後，耕地會因養分大量流失而變得貧瘠，農民便會棄置現有耕地並另闢新的耕地。在印度，這種農業技術被稱為「jhum」或「jhoom」。而在瑪雅文明中，有一種類似的技術被稱為「米爾帕（Milpa）」。
此種農業技術對於人口增長迅速的現代世界來說不具備可擴展性及可持續性。儘管如此，經粗略估計全世界仍然有7%的人口（約2億至5億人）使用此技術開闢新的耕地。

## 歷史
世界大部分地區都有著農民使用刀耕火種開闢耕地的歷史。在新石器革命時，人類開始由狩獵採集社會轉型至農耕社會，但隨著人口增加，食物的需求亦漸漸增加，因此耕地變得重要。為了獲得更多的耕地，人們開始利用刀耕火種這種技術來清除更多的土地，以供種植及放牧。因此，自新石器時代以來，刀耕火種這種技術已被人類廣泛用於將林地轉變為農田和牧場。由於當時的人口對土地的壓力較低，而且人們的生計以自給農業為主，因此這種技術在那段時期是很有效的。在歷史上，居於歐洲、西非及南美洲等地的農民均有使用刀耕火種的紀錄。另外在唐宋時期，部分農業民族例如畲族、苗族、瑤族、壯族等都主要以刀耕火種為主要特徵。
在19世纪和20世纪初，刀耕火種對一些人口较為稀疏的地区來說是一种可持续的技术，因為耕地有足夠時間恢復營養。但隨著世界人口爆增，輪耕的周期不斷加快，農民不得不將森林開闢為新的耕地，以致森林砍伐的問題日益惡化。

## 應用
刀耕火種是一种在自給農業中经常使用的技术，除了開闢耕地外，農民還會使用此技術用以開闢畜牧場。在旱季時，農民會利用斧頭及镰刀等工具砍伐林地上的樹木及木本植物，當植物乾枯一段時間，農民便會在中午時份焚燒乾枯的植物，而植物經焚燒後所產生的富含營養的草木灰則能使土壤變得肥沃。
刀耕火種的穩定性大多取決於整個生態系統的總營養成分，而不是刀耕火種後土壤的淨增益。在土地開發的第一個週期中，刀耕火種將大量儲存在地上生物量中的營養物質釋放到土壤中。因此，土壤中營養物質的增加是以植物生物量為代價。儘管在刀耕火種後土壤的養分供應會短期增加，但另一方面，在焚燒林木期間大部分的礦物營養素可能會因為侵蝕作用或淋溶作用而流失，例如鉀、鎂、鈣、硝酸鹽及硫酸鹽等。另一方面土壤內的營養物質會因被作物吸收而減少，故整個生態系統中的總營養數量會逐漸減少。當土地變得貧瘠，農民便會利用同樣技術清除林地並開闢新的耕地。由於農民經常從一個耕地轉移到另一個耕地，因此刀耕火種可被視為輪耕的其中一種方式。
在巴西，儘管清除森林是非法的，大量農民仍然使用刀耕火種在亞馬遜森林內開闢耕地，並種植經濟作物如大豆及玉米等。而在印度尼西亞，大部份的小農使用刀耕火種來清除熱帶雨林，以便開發棕櫚油種植園。另外，部份農業企業更會向一些居於貧困村落的農民支付金錢，要求他們清理他們的耕地以供種植棕櫚樹及生產紙漿，而農民在收取金錢後便會使用刀耕火種來清理耕地。

## 影響
在印尼蘇門答臘和加里曼丹等地，由於大部份農民習慣使用刀耕火種技術清理土地，以種植棕櫚樹及生產紙漿，因此森林大火及其衍生的霾害問題每年都會發生。環保組織綠色和平指出印尼境內的雨林在過去數十年已經有超過四份之一被毀，更將矛頭指向棕櫚油企業及一些棕櫚油消費品牌。在2015年11月，綠色和平發現婆羅洲某一地區出現了災情嚴重的火災，更在數個月後變成了油棕種植園。他們指此舉不但摧毀寶貴的熱帶雨林，更會趕絕棲息其中的雨林動物，如紅毛猩猩、長鼻猴及馬來熊。另外在2015年6月，由於非法的刀耕火種活動而導致印尼出現山火，其後更引起嚴重霧霾，並波及新加坡、馬來西亞等國。有研究指出在2015年該地區排放了8.84億噸二氧化碳，其中97％來自印尼的山火，更表示二氧化碳排放量相較1997年的火災更嚴重。另一方面，有研究推算印尼、新加坡及馬來西亞三國共有10.03萬人因為2015年印尼森林大火而過早死亡。
在巴西，有報道指出截至2017年9月發生於亞馬遜地區的帕拉州的火災相較2016年增加了229%。研究人員指出大多數的山火都是人為造成的，原因是人們清除森林並將林地轉化為耕地，而採礦公司、伐木企業和農業綜合企業則加劇了森林退化問題。儘管森林法規禁止任何人在大西洋沿岸森林進行刀耕火種，但破壞仍然存在。有研究指出植物在被焚燒後所產生的殘留物會因淋溶作用而流入河流並最終進入海洋，而這種被稱為「黑碳（Black carbon）」的物質在進入海洋生態系統後更可能會傷害海洋生物。